# São Miguel Arcanjo
São Miguel Arcanjo es una freguesia caboverdiana del municipio de São Miguel.

## Geografía
La freguesia abarca parte de la isla de Santiago.

## Organización territorial
La freguesia contaba en 2021 con 12 906 habitantes distribuidos en las entidades de población de:

### Ciudad
- Calheta de São Miguel

### Villa
- Achada Monte

### Localidades
- Casa Branca
- Chã de Ponta
- Cutelo Gomes
- Espinho Branco
- Gongon
- Igreja
- Machado
- Mato Correia
- Monte Bode
- Monte Pousada
- Palha Carga
- Pedra Barro
- Pedra Serrado
- Pilão Cão
- Pingo Chuva (parcial)
- Ponta Verde
- Principal
- Ribeireta
- Tagarra
- Varanda
- Veneza
- Xaxa